# Raubmöwen
Die Raubmöwen (Stercorarius) sind eine Vogelgattung in der Ordnung der Regenpfeiferartigen. Es handelt sich um Verwandte der Möwen, die vor allem in polaren Regionen beheimatet sind. Sie haben ein breites Nahrungsspektrum, betätigen sich als Vogel-, Lemmings- oder Fischjäger oder jagen anderen Seevögeln die Beute ab.

## Merkmale
Raubmöwen sind große Vögel von möwenartiger Gestalt. Sie haben einen kräftigen Schnabel, dessen Spitze gekrümmt ist. Die stämmigen Beine enden in Füßen mit voll entwickelten Schwimmhäuten und scharfen Krallen. Die Flügel sind lang, schmal und am Ende spitz zulaufend. Sie ermöglichen einen wendigen und schnellen Flug, der den von Möwen an Geschwindigkeit und Beschleunigung übertrifft. Auffällig im Vergleich mit den Möwen ist auch das dunklere Gefieder, das womöglich beim Anschleichen an Beute der Tarnung dient. In der Regel sind die großen Raubmöwen einfarbig braun gefärbt, die kleinen dunkelgrau mit helleren Brust- und Kopfpartien. Ausgeprägt ist aber bei fast allen Arten der Polymorphismus, das heißt innerhalb einer Art gibt es dunkle und helle Morphen. Hierbei handelt es sich nicht um Unterarten, da sie nicht geographisch voneinander getrennt sind. Wohl aber ändert sich die Häufigkeit der Morphen mit der geographischen Verbreitung; in der Regel sind die hellen Morphen in den hocharktischen Regionen häufiger, die dunklen werden nach Süden hin verbreiteter. Die dunkle Morphe scheint durch sexuelle Selektion bevorzugt zu werden und einen höheren Bruterfolg zu haben. Das dichte Gefieder der Raubmöwen bietet einen effektiven Kälteschutz, hat aber den Nachteil, dass überschüssige Wärme schlecht abgeleitet werden kann.
Männchen und Weibchen unterscheiden sich nicht in der Gefiederfarbe, wohl aber bei Größe und Gewicht. Im Schnitt sind Weibchen drei Prozent größer und zwölf Prozent schwerer als Männchen. Ebenso haben Männchen im Verhältnis längere Schwänze. Bei einigen Arten sind die mittleren Schwanzfedern erheblich verlängert, auch dies ist bei den Männchen ausgeprägter.

## Verbreitung und Lebensraum

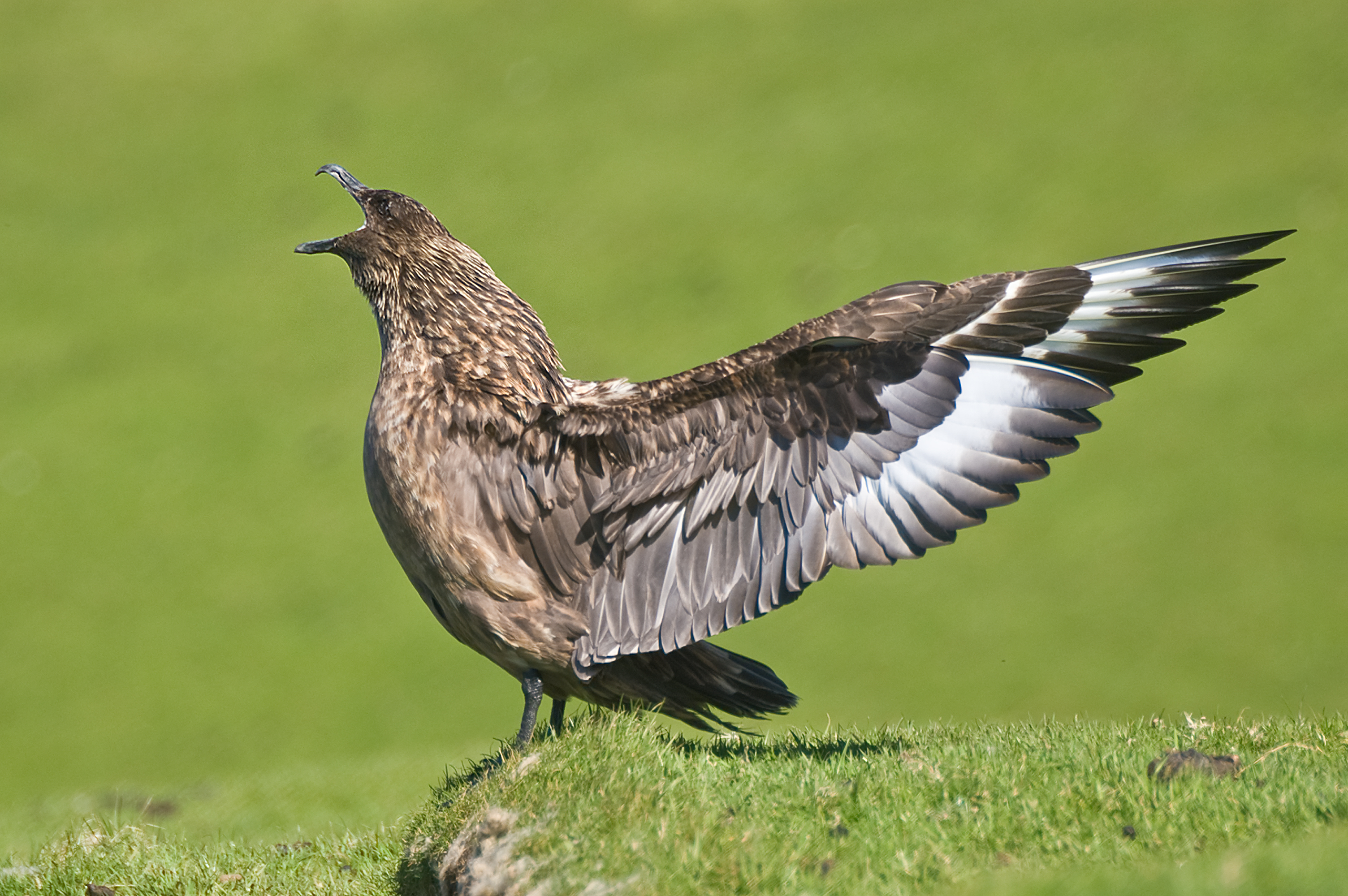
Große Raubmöwe

Raubmöwen brüten in polaren und gemäßigt-kalten Regionen. Vier Arten sind auf der Nordhalbkugel, drei auf der Südhalbkugel beheimatet. Die Brutgebiete liegen entlang der Küsten sowie auf kleinen Inseln, bei den kleinen Raubmöwen auch fernab der Küsten in der Tundra. Oft wird die Nähe anderer Vogelkolonien gesucht. Bevorzugt wird ein grasbewachsener Untergrund, bei fehlender Vegetation wird aber auch steiniger Grund akzeptiert.
Außerhalb der Brutzeit verstreuen sich Raubmöwen, während manche in Küstennähe bleiben, werden andere zu ausgesprochenen Hochseevögeln der offenen Ozeane. Oft werden erhebliche Strecken zurückgelegt, vier der sieben Arten überwintern auf der jeweils anderen Halbkugel. Auf solchen Langstreckenzügen verschlägt es Raubmöwen manchmal durch Stürme weit von ihren Routen, so dass die Große Raubmöwe auch schon in der Schweiz und in Österreich gesichtet wurde. Nicht ausgewachsene Vögel bleiben manchmal in ihrem Überwinterungsgebiet und kehren erst ein Jahr später in die Brutreviere zurück.
Unter Raubmöwen treffen wir zwei bemerkenswerte Rekorde der Vogelwelt an: Die Antarktikskua brütet dichter am Südpol als jedes andere Wirbeltier. Der gleichen Art gehört der Vogel mit der weitesten nachgewiesenen Zugstrecke an: beringt auf der Antarktischen Halbinsel, wurde derselbe Vogel später in Grönland nördlich des Polarkreises wiedergefunden.

## Lebensweise

### Aktivität
Raubmöwen leben meistens einzelgängerisch. Zur Brutzeit können sich zwar Gruppen bilden, dies ist aber eher auf Platzmangel zurückzuführen und nicht auf soziale Interaktion zwischen den Paaren. Auch wenn mehrere Raubmöwen eine Beute verfolgen, handeln sie als Konkurrenten und nicht gemeinsam. Ungewöhnlich für einen Hochseevogel, sieht man Raubmöwen oft an kleinen Süßwassertümpeln und Pfützen, wo sie baden und trinken. Das Trinken von Süßwasser bedeutet einen geringeren Energieverbrauch als die Ausscheidung von Salz nach der Aufnahme von Meerwasser, und das Baden ist besonders an warmen Tagen zu beobachten, an denen die Vögel Probleme mit dem Wärmehaushalt haben.

### Ernährung

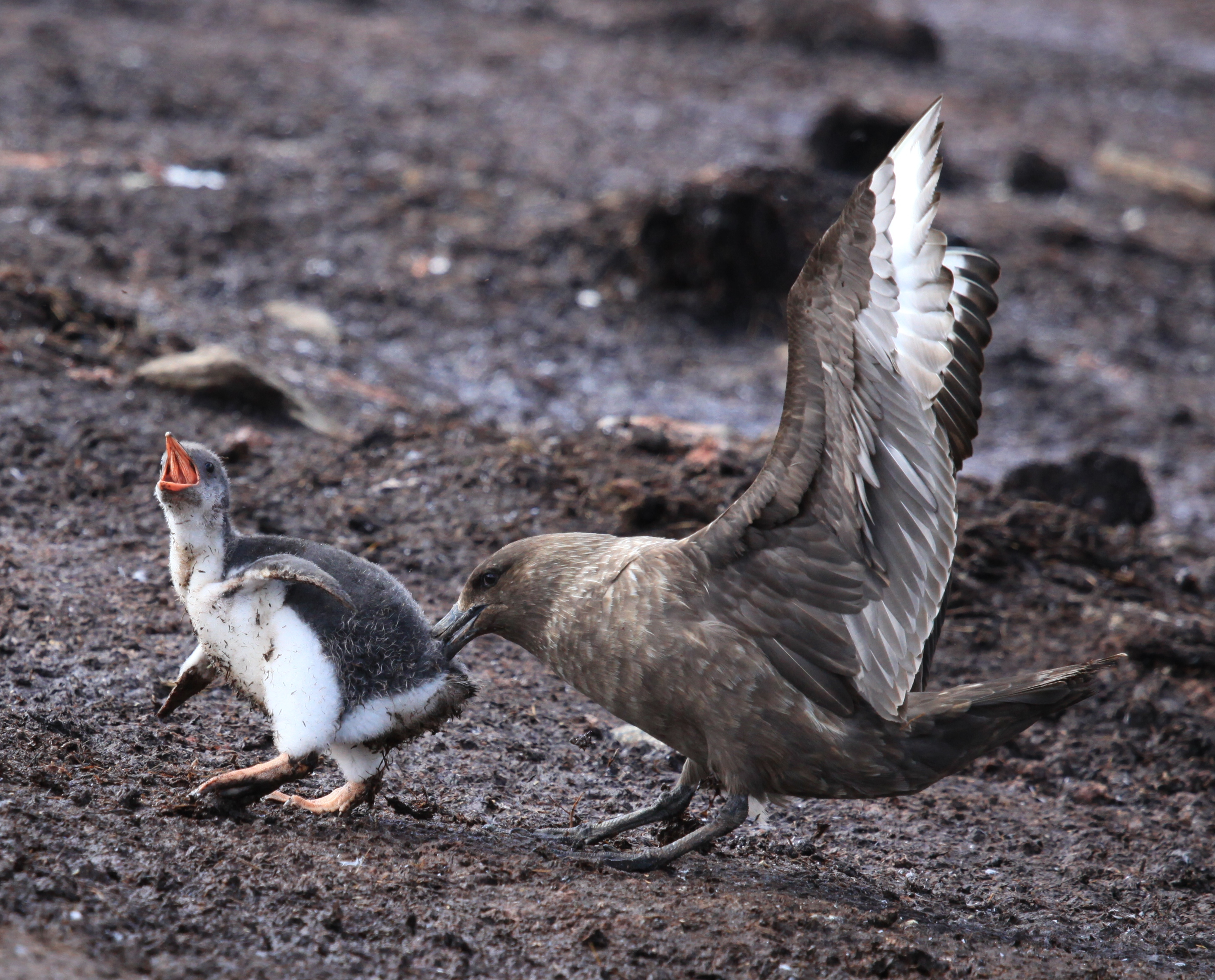
Antarktische Raubmöwe erbeutet einen jungen Eselspinguin

Raubmöwen sind Opportunisten mit einem sehr breiten Nahrungsspektrum. Am bekanntesten sind sie wohl für den Kleptoparasitismus, aber sie betätigen sich auch als Fischjäger, Eierdiebe, Aas- und Pflanzenfresser und erbeuten junge wie ausgewachsene Vögel.
Kleptoparasitismus bezeichnet das Stehlen von Nahrung von anderen Vögeln. Diese werden angegriffen, damit sie ihre Beute fallen lassen oder auswürgen. Die kleineren Raubmöwen der Nordhalbkugel attackieren dabei vor allem Möwen, Seeschwalben und Papageitaucher, die Große Raubmöwe auch Basstölpel und Trottellummen. Die Angriffe erfolgen entweder durch Verfolgungsjagden oder durch Überraschungsangriffe im Sturzflug.
Oft werden die Seevögel auch selbst Opfer der Raubmöwen. Die Große Raubmöwe erbeutet so Dreizehenmöwen, Papageitaucher und Sturmvögel, die oft unter die Wasseroberfläche gedrückt und ertränkt werden. Auf der Insel Foula spezialisierten sich Raubmöwen darauf, Gryllteisten beim Verlassen ihrer Bruthöhlen abzupassen und zu töten, was zur Vernichtung einer kompletten Kolonie führte. Die Kolonien von Küstenseeschwalben wurden aufgesucht, um die Jungvögel zu fressen, jene von Eissturmvögeln, um deren Eier zu fressen. Die Spatelraubmöwe ernährt sich zu einem besonders hohen Anteil von erbeuteten Vögeln, zum Beispiel Wassertretern. Auf den Shetlandinseln wurde auch Kannibalismus beobachtet, hier wurden die Jungtiere anderer Raubmöwenpaare gefressen. Auf der Südhalbkugel zählen auch Pinguine zu den Opfern von Raubmöwen. Für die Subantarktikskua bilden Pinguinjunge und -eier einen wichtigen Anteil am Nahrungsspektrum, für die Antarktikskua nur eine Beikost in Zeiten von Nahrungsknappheit.
Neben Vögeln zählen vor allem Fische zur Beute der Raubmöwen. Dies ist vor allem bei der Antarktikskua der Fall, bei der der Antarktische Silberfisch die wichtigste Nahrung bildet. Auch die nördlichen Arten betätigen sich zumindest teilweise als Fischjäger, so wurden für die Große Raubmöwe unter anderem Sandaale, Wittlinge und Schellfische als Beutefische nachgewiesen. Bei den im Binnenland der Tundra brütenden Arten bilden vor allem kleine Säugetiere wie Lemminge die Beute, aber auch Insekten, Beeren, Eier und Aas. Große Raubmöwen fressen vereinzelt auch die Nachgeburt von Schafen oder attackieren sogar neugeborene Lämmer.

### Fortpflanzung
Raubmöwen leben meistens in lebenslanger Monogamie. Ausnahmen sind die Spatelraubmöwe, die nicht wie die anderen Arten ortstreu brütet und daher saisonal monogam ist, und die Subantarktikskua, bei denen sich jeweils ein Weibchen mit zwei oder mehr Männchen verpartnert (Polyandrie); diese Gruppen können über Jahre stabil bleiben, und jedes Männchen sorgt für alle Jungen, auch für die der anderen Männchen. Die monogamen Arten suchen einen neuen Partner erst nach dem Verlust des alten. Gelegentlich versucht ein Vogel auch, einen Platzhalter durch Angriff und Kampf zu vertreiben; diese Kämpfe enden nicht selten in erheblichen Verletzungen.
Wo Raubmöwen in Kolonien brüten, haben die älteren Vögel Nistplätze in der Mitte, jüngere und unerfahrene müssen sich mit Plätzen am Rand begnügen, wo die Brut meistens erfolglos bleibt. Im Laufe der Lebensjahre rücken sie dann allmählich weiter zur Mitte vor. Wenn der Untergrund es zulässt, wird eine flache Nistmulde in den Boden gekratzt. Es werden meistens zwei Eier gelegt, seltener ein Ei. Eine extrem seltene, aber gelegentlich beobachtete Ausnahme sind drei Eier, die dann alle erfolglos bebrütet werden, da sie nicht genug Wärme bekommen. Beim Brüten werden die Eier auf die Füße gelegt und oberseits durch das Gefieder gewärmt. Der zuerst schlüpfende Jungvogel attackiert den Zweitgeborenen und versucht, ihm die Nahrung streitig zu machen. Während dies bei der Antarktikskua immer zum Tod des Zweitgeborenen führt, kommt bei den anderen Arten der Jüngere zumindest gelegentlich durch. Nach ein bis zwei Tagen verlassen Junge das Nest und wandern umher. Es kommt sowohl vor, dass sich verlaufende Junge von anderen Paaren adoptiert werden, oder aber dass diese getötet und gefressen werden.
Neunzig Prozent der brütenden Raubmöwen kehren im Folgejahr an ihren Brutplatz zurück. Raubmöwen sind verhältnismäßig langlebig. Den Rekord hält eine beringte Große Raubmöwe auf den Shetlandinseln, für die ein Alter von 34 Jahren nachgewiesen wurde.

## Systematik

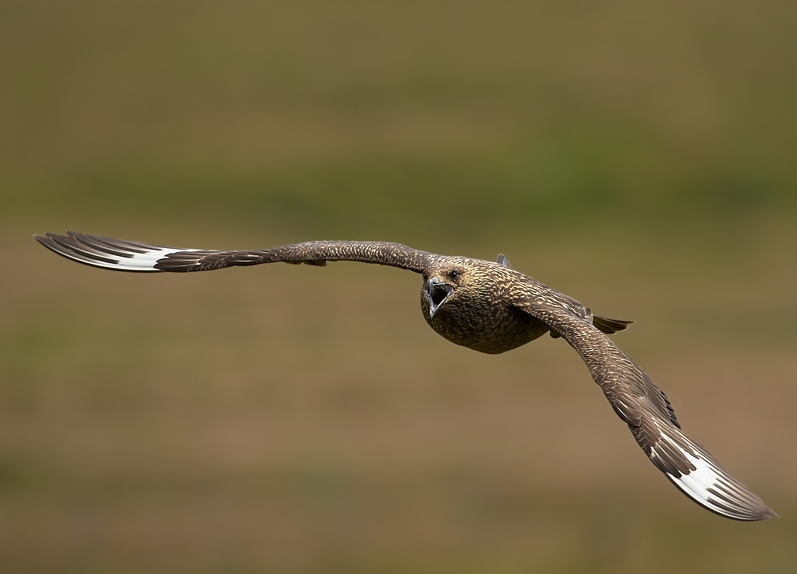
Große Raubmöwe

Für gewöhnlich werden Raubmöwen als eine eigene Familie Stercorariidae behandelt. Im System von Sibley und Monroe waren sie eine Tribus innerhalb der Familie Laridae, die auch die eigentlichen Möwen und Seeschwalben umfasste. Raubmöwen sind ein zweifellos monophyletisches Taxon, das wahrscheinlich in einem Schwestergruppen-Verhältnis zu den Möwen steht. Die Trennung von den Möwen dürfte nach der molekularen Uhr im Miozän erfolgt sein.
Traditionell wurden die Raubmöwen in zwei Gattungen eingeteilt, die gestaltlich deutlich voneinander abweichen: die großen, massigen und braunen Raubmöwen der Gattung Catharacta, und die kleinen, schlanken und zumeist grau-weißen Raubmöwen der Gattung Stercorarius. Im Deutschen werden nur erstere als „Skuas“ bezeichnet; diese Unterscheidung ist im Englischen aber nicht üblich, wo alle Raubmöwen „Skuas“ genannt werden. Mit der Zeit stellte sich aber heraus, dass die Spatelraubmöwe als äußerlich typischer Stercorarius-Vertreter in Skelett- und Verhaltensmerkmalen viel größere Übereinstimmungen mit den Catharacta-Arten aufwies als mit anderen Stercorarius-Arten. Auch DNA-Analysen und Untersuchungen der Parasiten bestätigten diesen Befund. Mögliche Erklärungen hierfür sind Hybridisierung zwischen großen und kleinen Raubmöwen oder aber konvergente Evolution. Die klassische Gattung Stercorarius ist paraphyletisch in Bezug auf Catharacta, wobei die Spatelraubmöwe in einem Schwestergruppen-Verhältnis zu den großen Raubmöwen steht. In der Konsequenz werden heute meistens alle Raubmöwen in einer einzigen Gattung Stercorarius geführt.
- Subantarktikskua (Stercorarius antarcticus; Syn.: Catharacta antarctica)
- Chileskua (Stercorarius chilensis; Syn.: Catharacta chilensis)
- Falkenraubmöwe (Stercorarius longicaudus)
- Südpolarskua (Stercorarius maccormicki; Syn.: Catharacta maccormicki)
- Schmarotzerraubmöwe (Stercorarius parasiticus)
- Spatelraubmöwe (Stercorarius pomarinus)
- Große Raubmöwe (Stercorarius skua; Syn.: Catharacta skua)

Carl von Linné beschrieb die Raubmöwe als Larus parasiticus – obwohl das Artepithet parasiticus heute der Schmarotzerraubmöwe gehört, beschrieb er wohl die Falkenraubmöwe. Wegen der vielen Morphen wurden im Anschluss eine Vielzahl von Arten beschrieben, allein für die Schmarotzerraubmöwe existierten im 19. Jahrhundert 23 wissenschaftliche Namen. Auch der Gattungsname Catharacta wurde irrtümlich vergeben, denn Aristoteles verwendete diesen eigentlich wohl zur Beschreibung des Basstölpels.

## Raubmöwen und Menschen
Seit Jahrhunderten wurden in nördlichen Regionen wie Island, den Färöer- und Shetland-Inseln Eier von Raubmöwen gesammelt. Dies geschah lange nicht in einem Rahmen, der die Bestände gefährdet hätte. Dies änderte sich im 19. Jahrhundert, als Hobbyjäger auf die Inseln kamen und ganze Kolonien auslöschten. Diese Jagd führte dazu, dass auf den Färöern um 1900 nur noch vier Brutpaare Großer Raubmöwen übrig geblieben waren. Seither konnten Schutzmaßnahmen jedoch für eine Erholung der Bestände sorgen. Entsprechend gilt keine der sieben Arten global als gefährdet.

## Belege

### Einzelbelege
1. 1 2  del Hoyo et al.: HBW Band 3, Morphological Aspects, S. 557–558, siehe Literatur
2. 1 2 3  del Hoyo et al.: HBW Band 3, Habitat, S. 558–560, siehe Literatur
3. 1 2  del Hoyo et al.: HBW Band 3, Movements, S. 565, siehe Literatur
4. ↑  del Hoyo et al.: HBW Band 3, General Habits, S. 560–561, siehe Literatur
5. 1 2 3  del Hoyo et al.: HBW Band 3, Food and Feeding, S. 562, siehe Literatur
6. 1 2 3  del Hoyo et al.: HBW Band 3, Breeding, S. 562–565, siehe Literatur
7. ↑  Charles Sibley, Jon Ahlquist, Burt Monroe: A classification of the living birds of the world based on DNA-DNA hybridization. In: The Auk 1988, Nr. 3, S. 409–423
8. 1 2  Philip C. Chu, Sarah K. Eisenschenk, Shao-Tong Zhu: Skeletal morphology and the phylogeny of skuas (Aves: Charadriiformes, Stercorariidae). In: Zoological Journal of the Linnean Society 2009, Bd. 157, Nr. 3, S. 612–621
9. ↑  del Hoyo et al.: HBW Band 3, Systematics, S. 556–557, siehe Literatur
10. ↑  B.L. Cohen et al.: Enigmatic phylogeny of skuas (Aves: Stercorariidae). In: Proceedings of the Royal Society B 1997, Bd. 264, Nr. 1379
11. 1 2  del Hoyo et al.: HBW Band 3, Relationship with man, S. 565–566, siehe Literatur
12. ↑  IUCN Red List of Threatened Species, abgerufen am 7. Dezember 2017.